# Christoph Miller

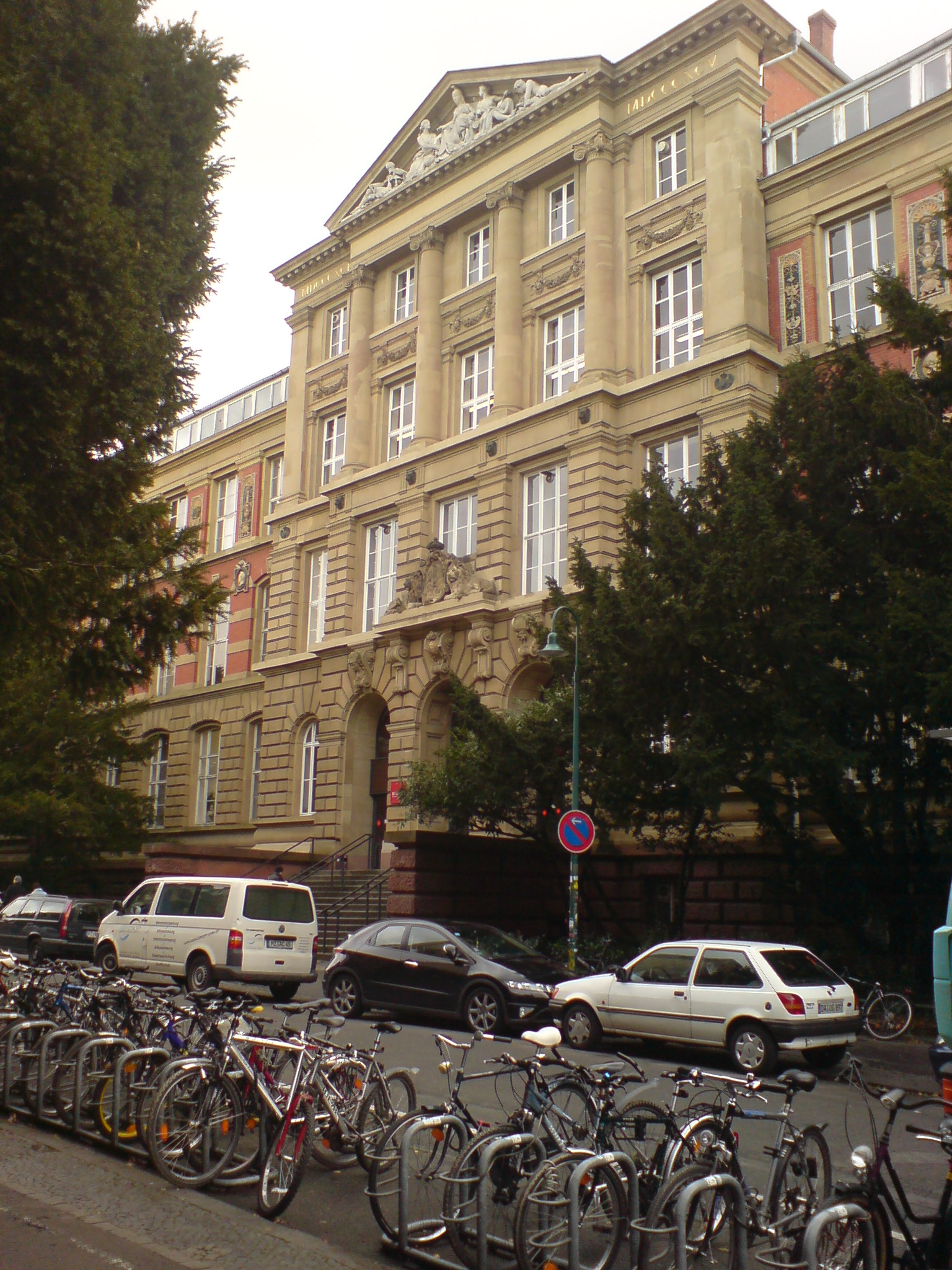
Die wiederaufgebaute TH Darmstadt

Christoph Miller (* 27. November 1902 in München; † 7. Januar 1988 in Berlin) war ein deutscher Architekt und Baubeamter der Postbauschule.

## Leben
Christoph Miller studierte von 1922 bis 1926 Architektur an der Technischen Hochschule München bei Theodor Fischer und German Bestelmeyer. Anschließend arbeitete er als Referendar bei der Oberpostdirektion Würzburg. 1927 reichte er seinen Wettbewerbsentwurf für den Flughafen Oberwiesenfeld unter dem Kennwort „navigare necesse est“ ein, der angekauft wurde. 1929 wurde er zum Regierungsbaumeister (Assessor) ernannt. Von 1930 bis 1934 arbeitete er als freier Architekt in Würzburg, 1934 bis 1945 dann als Architekt für die  Luftwaffe, unter anderem 1934 bis 1938 für das Luftgaukommando VII in München, 1938 bis 1943 in Wien, 1943 bis 1944 in Hamburg und schließlich wieder bis Kriegsende in München.
Die Jahre 1945 bis 1949 verbrachte er in Kriegsgefangenschaft, wo er jedoch auch als Angestellter für verschiedene Architekten tätig war. Von 1950 bis 1951 arbeitete er auf Initiative von Theo Pabst im Mitte 1949 geschaffenen Staatlichen Hochschulbauamt in Darmstadt mit, wo er für den Wiederaufbau der Technischen Hochschule mitverantwortlich war. 1951 bis 1958 dann in der Oberpostdirektion Frankfurt am Main, zunächst als Oberpostdirektor, dann als Abteilungsdirektor. 1958 wechselte er als Ministerialrat nach Bonn ins Bundespostministerium. 1967 wurde Miller pensioniert.

## Bauten und Entwürfe
- 1926: Postamt Kleinheubach (mit Albert Lehr und Karl Schineis)
- 1926–1927: Postamt Mellrichstadt (mit Albert Lehr)
- 1928: Kraftwagenhalle Aschaffenburg (mit Albert Lehr und Heinrich Götzger)
- 1929: Wohngebäude Würzburg-Zellerau (mit Albert Lehr und Heinrich Götzger)
- 1933: Wettbewerbsentwurf für die NS-Mustersiedlung Ramersdorf bei München (mit Theo Pabst)
- 1934: Wohnhaus in der Mustersiedlung Ramersdorf bei München (mit Theo Pabst)
- 1934: Wettbewerbsentwurf für die Reichsführerschule der NSDAP in Neu-Grünwald bei München (mit Theo Pabst, 2. Gruppe, 500 Reichsmark)
- Flugplatz Bad Aibling
- Flugplatz Göppingen (mit Zapf und Panitz)
- Flughafen Wien-Schwechat
- Luftwaffenamt in Wien
- Luftgaukommando in Wien
- Luftgaukommando XI in Hamburg-Nienstedten (heute: Führungsakademie der Bundeswehr)
- 1950: Wettbewerbsentwurf für das Merckhaus in Darmstadt, Rheinstraße 7/9 (mit Theo Pabst, prämiert mit dem 1. Preis)